# 热枝菌属
热枝菌属也称热分支菌属，为热变形菌科的一个属。该属的模式种为适度热枝菌（Thermocladium modestius）。

## 下属物种
- 适度热枝菌 Thermocladium modestius Itoh et al., 1998，适度指的是生长的温度。